# 天国からもういちど
『天国からもういちど』（てんごくからもういちど）は、1993年4月5日 - 5月21日にTBS「花王 愛の劇場」枠にて放送された日本の昼ドラマである。愛の劇場25周年記念番組。全35話。

## あらすじ
10年前に事故死した女が他の女の体を借りて生き返り、残した夫と娘の元に現れる。
主人公・小菅文子は神様の間違いで死んでしまった女性。
10年前に交通事故で死んだ文子が、天使に頼んで、別の若い女性・弥生と入れ替わって地上へ。
間違いに気がついてこの世に帰ろうとしても、もう肉体は存在しないので死ぬ予定の女性と入れ替わる。
ところが、吾郎は肉体が入れ替わるきっかけとなる交通事故を起こしたトラックの運転手で、事故で知り合った弥生が好きになる。
しかし、彼女の姿は弥生でも、心は文子のままであった。

## キャスト
- 弥生 - 鳥越マリ（現・鳥越まり）
- 小菅雅之 - 小野寺昭
- 小菅文子 - 大島智子（現・大島さと子）
- 小菅かえで - 大路恵美
- 山口吾郎 - 若松俊秀
- 天使 - 八木橋修
- 出光ケイ
- 高田敏江
- 草薙幸二郎
- 横光克彦
- 松本留美
- 並木史朗（現・並樹史朗）
- 三條美紀
- 長坂しほり
- 小貫加恵
- 小倉久寛
- 角替和枝
- 岡本茉利

## スタッフ
- 脚本 - 清水曙美
- 音楽 - 伊豆一彦
- 演出 - 佐藤健光
- プロデューサー - 鈴木一男、村上瑛二郎、井沢紀男
- 録音 - 稲田環
- 制作協力 - 東通、緑山スタジオ・シティ
- 製作 - TBS、東京映画新社

## 主題歌
- 「パッシング・ラブ」
作詞：朝倉翔／作曲：大谷明裕／編曲：田丸良／歌：シュー・ピンセイ（中国語版）